# Johann Nicolaus Willebrandt
Johann Nicolaus Willebrandt, auch Willebrand (* 1730 in Rostock; † 4. Oktober 1803 in Bergedorf) war ein deutscher Jurist, Diplomat und Amtmann.

## Leben
Johann Nicolaus Willebrandt soll nach zeitgenössischer Literatur Sohn des Juristen und Schriftstellers Johann Peter Willebrand gewesen sein. Er studierte ab 1746 Rechtswissenschaften an der Universität Rostock und beendete seine Studien als Lizentiat beider Rechte. Er wurde 1762 Agent, also Gesandter der Hansestadt Hamburg am kaiserlichen Hof in Sankt Petersburg und übernahm sukzessive auch die diplomatische Vertretung der Hansestädte Bremen, Lübeck und Danzig in Petersburg. 1773 wurde er zum königlich polnischen Legationsrat ernannt. Bis 1786 war er der diplomatische Vertreter der Hansestädte in Petersburg und wurde dann auf Vorschlag Lübecks Amtmann im beiderstädtischen Amt Bergedorf. Er verstarb im Amt. Sein Nachfolger als diplomatischer Vertreter in Petersburg wurde 1786 der Kieler Hochschullehrer Johann Georg Wiggers.